# Monumento confederado del condado de Rankin
El Monumento Confederado del Condado de Rankin es un monolito de la Guerra de Secesión situado en la plaza del centro de Brandon, Misisipi, en la intersección de las calles de Government y North. El monumento fue erigido en 1907 por la División Brandon de las Hijas Unidas de la Confederación. El 1 de agosto de 1997, se incluyó en el Registro Nacional de Lugares Históricos.

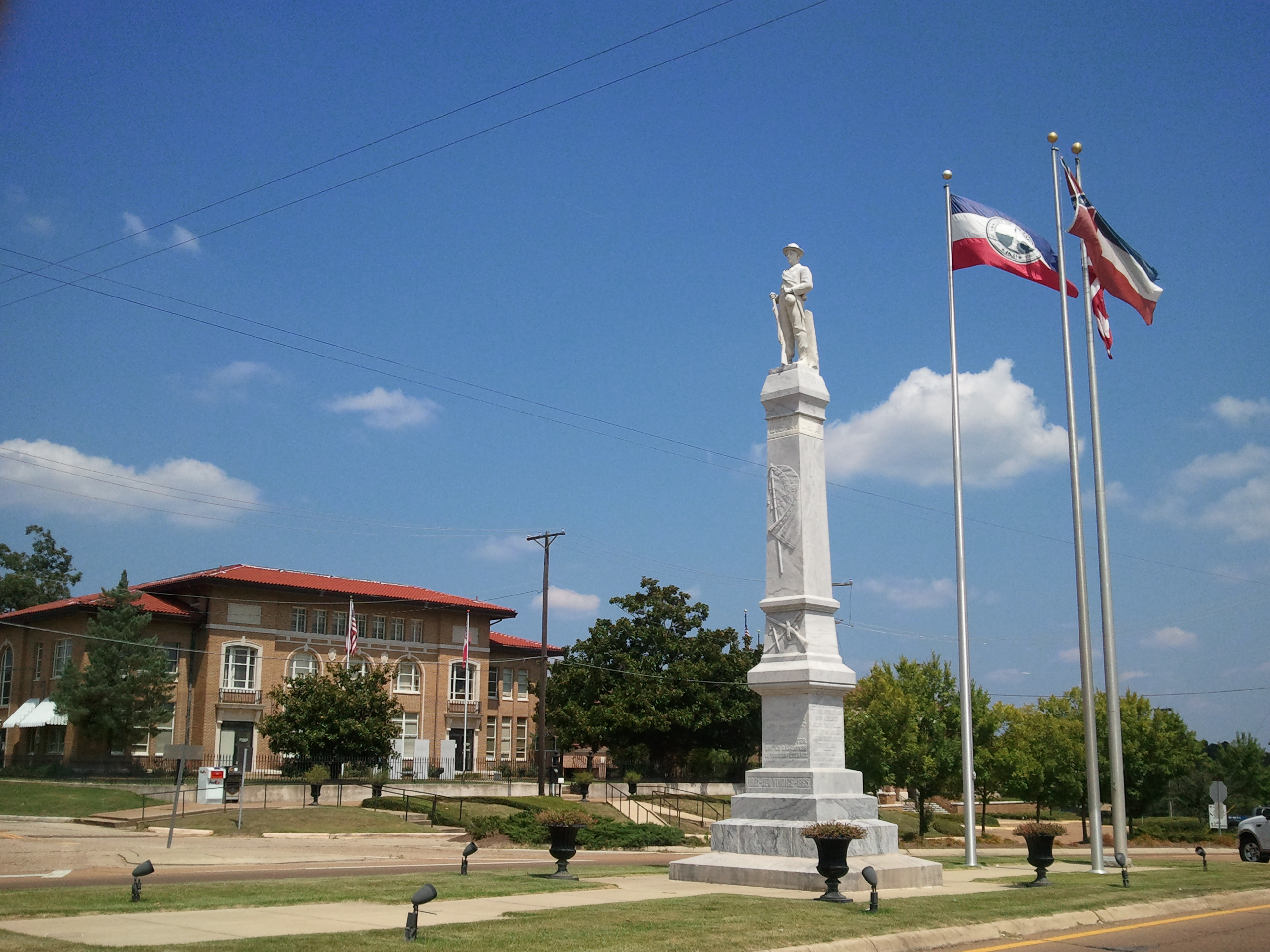
Monumento Confederado del Condado de Rankin

## Descripción
El monumento se encuentra a 11 metros de altura en total. La imagen de un soldado confederado de 2 metros de altura mirando hacia el oeste en una postura de alerta se coloca encima de una columna de mármol y una base escalonada. Debajo de la estatua, en el lado izquierdo de la columna, hay un relieve de un rifle cruzado, bayoneta y espada. En la base hay inscrita una poesía.

### Inscripciones
Las inscripciones de la poesía se hallan en cada lado de la base cuadrada. Además, están hechas en letras mayúsculas y no tienen autor conocido. Aparte de los versos poéticos,, también hay una inscripción atribuida al capítulo de las Hijas Unidas de la Confederación por haber alzado el monumento, así como a EJ Martin, gran maestro de una organización masónica local, habiendo puesto él la piedra angular.
- Cara norte- "Los derechos de los Estados y la verdadera autonomía machacados en el mundo, volverán a ponerse en pie. Los hombres mueren, los principios morales viven para siempre. Aunque conquistados, lo adoramos. Llorad por los que cayeron; perdón por los que siguieron y lloraron ".
- Cara sur- "tributo de amor a los hombres nobles que marcharon bajo los pliegues de la bandera y que fueron fieles hasta el fin. /' Bajo el césped y el rocío, esperando el día del juicio. '"
- Cara Este- "A los que llevaban el gris en la leyenda, a nuestros héroes de gris, que vivirán siempre de nuevo por nosotros. / El epitafio del soldado que ama su país, está escrito en los corazones de aquellos que quieren sus derechos y honrar a los valientes".
- Cara Oeste- "Señor Dios de los ejércitos está con nosotros para que no lo olvidemos, para que no lo olvidemos."

## Contexto histórico
Según la declaración de la aplicación estatal NRHP de importancia histórica, la "tradición local sostiene que 'el monumento marca el lugar donde el General Sherman ordenó a sus tropas juntar armas durante el asedio de Brandon...'".El monumento es un ejemplo de los muchos monumentos similares construidos en parques y plazas del sur durante un período de resurgimiento de la identidad regional en la posguerra, que ocurrió a partir de a 1870 hasta la Primera Guerra Mundial. El Monumento Confederado del Condado de Rankin se diferencia de otros en que está orientado al oeste, hacia la dirección donde las tropas de la Unión entraron en la ciudad durante el asedio de Brandon, ya que, la mayoría de los monumentos están orientados hacia el norte.
- Datos: Q16155157
- Multimedia: Rankin County Confederate Monument / Q16155157